# Rostislav Olesz
Rostislav Olesz (ur. 10 października 1985 w Bílovcu) – czeski hokeista, reprezentant Czech, olimpijczyk.

## Kariera
- HC Vitkovice U18 (1999-2001)
- HC Vitkovice U20 (2000-2003)
- HC Vítkovice (2000-2004)
  -  HC Dukla Jihlava (2004)
  -  HC Slezan Opava (2004)
- Sparta Praga (2004-2005)
  -  Sparta Praga U20 (2005)
- Florida Panthers (2005-2011)
  -  Rochester Americans (2006)
- Chicago Blackhawks (2011)
- Rockford IceHogs (2011-2013)
- New Jersey Devils (2013)
- Albany Devils (2013)
- SC Bern (2013-2014)
- HC Vitkovice (2014-2019)
  -  SCL Tigers (2015-2016)
- HC Ołomuniec (2019-)

Wychowanek HC Vítkovice. W drafcie NHL z 2004 został wybrany przez Florida Panthers z numerem 7. W tym zespole rozegrał w NHL sześć sezonów w latach 2005-2011. W czerwcu 2011 został zawodnikiem Chicago Blackhawks. W drużynie wystąpił w jedynie siedmiu meczach w październiku i listopadzie 2011, po czym został prekazany do klubu farmerskiego, Rockford IceHogs w rozgrywkach AHL, w którym regularnie grał przez dwa sezony (po raz kolejny przekazany w kwietniu 2013). W czerwcu 2013 klub skorzystał z możliwości dokonania wykupienia jego kontraktu wypłacając mu część wysokości jego wynagrodzenia, w wyniku czego Olesz stał się wolnym zawodnikiem. Od lipca 2013 zawodnik New Jersey Devils związany roczną umową. Na początku listopada 2013 przekazany do farmy w Albany, a następnie zwolniony. Od 20 listopada 2013 zawodnik szwajcarskiego klubu SC Bern. Od września 2014 zawodnik macierzystego HC Vitkovice. W listopadzie 2015 został wypożyczony do szwajcarskiego SCL Tigers. W połowie 2019 odszedł z Vitkovic. W sierpniu 2019 przeszedł do HC Ołomuniec.
Uczestniczył w turniejach zimowych igrzysk olimpijskich 2006 oraz mistrzostw świata w 2007, 2009.

## Sukcesy
Reprezentacyjne
- Brązowy medal mistrzostw świata juniorów do lat 20: 2005
- Brązowy medal zimowych igrzysk olimpijskich: 2006

Klubowe
- Brązowy medal mistrzostw Czech: 2001 z HC Vítkovice
- Srebrny medal mistrzostw Czech: 2002 z HC Vítkovice

Indywidualne
- Ekstraliga czeska 2004/2005:
  - Pierwsze miejsce w klasyfikacji kanadyjskiej wśród juniorów: 13 punktów
- Mistrzostwa świata juniorów do lat 20 w 2005:
  - Pierwsze miejsce w klasyfikacji strzelców turnieju: 7 goli
- AHL (2012/2013):
  - Najlepszy zawodnik tygodnia - 7 kwietnia 2013